# Coquilla (construcción)
Una coquilla es una cubierta polimérica o de otro tipo de material aislante térmico, que se coloca abrazando tubos de conducción de fluidos en instalaciones de frío o calor. Su función es mejorar la eficiencia energética de éstas, evitando pérdidas de energía.
Se colocan introduciendo el tubo dentro de la coquilla o, cuando la instalación está hecha, practicando un corte a lo largo de las mismas, aunque la mayoría se venden con el corte ya hecho, para después envolver el tubo (normalmente de plástico o metálico); en la junta hay un pegamento, protegido con una tira plástica. En el caso de que se haga el corte, es fundamental que la junta quede perfectamente cerrada para que no haya fugas de energía. 
Es muy importante que la coquilla tenga como diámetro interior exactamente el exterior de la tubería para evitar que haya pérdidas de calor por convección. Además, el espesor de la coquilla debe ser el que indican las normas nacionales en cada caso y dependen del tipo de servicio que da la tubería a aislar y si el recorrido es por el exterior o por un ambiente calefactado.
Se pueden obtener en tiendas de bricolaje y tiendas de fontanería o saneamientos.